# Sarmera
Sarmera är en ort i Indien.   Den ligger i distriktet Nālanda och delstaten Bihar, i den nordöstra delen av landet, 900 km öster om huvudstaden New Delhi. Sarmera ligger 48 meter över havet och antalet invånare är 96 441.
Terrängen runt Sarmera är mycket platt. Runt Sarmera är det tätbefolkat, med 913 invånare per kvadratkilometer. Sarmera är det största samhället i trakten. Trakten runt Sarmera består till största delen av jordbruksmark.